# Nicolae Tilihoi
Nicolae Tilihoi (* 9. August 1956 in Brăila; † 25. März 2018) war ein rumänischer Fußballspieler. Der Verteidiger bestritt 290 Spiele in der höchsten rumänischen Fußballliga, der Divizia A.

## Karriere

### Verein
Tilihoi begann seine Karriere in seiner Heimatstadt Brăila bei Progresul Brăila in der Divizia B. Nachdem sowohl 1975 als auch 1976 als Zweitplatzierter knapp der Aufstieg in die Divizia A verpasst worden war, schloss er sich dem rumänischen Spitzenklub FC Universitatea Craiova an. Bei Uni Craiova entwickelte er sich bereits in seiner ersten Spielzeit zum Stammspieler. Nach zwei Pokalsiegen in den Jahren 1977 und 1978 gewann er mit dem Klub zwei Meisterschaften in den Jahren 1980 und 1981. Der größte Erfolg gelang ihm aber im Jahr 1983, als der Klub das Halbfinale im UEFA-Pokal erreichen konnte und dort nur aufgrund der Auswärtstorregel gegen Benfica Lissabon ausschied.
Nachdem er in den 1986/87 kaum noch zum Einsatz gekommen war, verließ Tilihoi den Klub und spielte ein Jahr für Metalul Bocșa in der Divizia B, ehe er seine Karriere beendete.

### Nationalmannschaft
Nicolae Tilihoi bestritt zehn Spiele für die rumänische Fußballnationalmannschaft. Er debütierte am 21. März 1979 im Freundschaftsspiel gegen Griechenland. Von Oktober 1979 bis April 1980 war er unter Nationaltrainer Constantin Cernăianu Stammspieler, ehe ihn der neue Nationaltrainer Valentin Stănescu nicht mehr berücksichtigte. Am 13. Mai 1981 kam er im WM-Qualifikationsspiel gegen Ungarn zu seinem letzten Länderspiel.

## Erfolge
- Rumänischer Meister: 1980, 1981
- Rumänischer Pokalsieger: 1977, 1978, 1981, 1983
- Halbfinale im UEFA-Pokal: 1983